# Laura Heyrman
Laura Heyrman (Kruibeke, 17 maggio 1993) è una pallavolista belga, centrale della Pro Victoria.

## Carriera

### Club
La carriera professionistica di Laura Heyrman inizia nella stagione 2009-10 quando esordisce nel massimo campionato belga con l'Asteríx Kieldrecht a cui resta legata per tre annate, vincendo tre scudetti e tre coppe nazionali di seguito ed una Supercoppa nel 2010. Nella stagione 2012-13 si trasferisce in Germania, nel Dresdner.
Nell'annata 2013-14 passa nella Serie A1 italiana, ingaggiata dalla LJ di Modena, dove resta per tre annate, per poi giocare dalla stagione 2016-17 nel River di Piacenza, sempre in Serie A1. Per l'annata 2018-19 si trasferisce all'Hitachi Rivale, nel massimo campionato giapponese, rientrando però nel massimo campionato italiano già nella stagione successiva, per vestire la maglia della Pro Victoria, conquistando la Coppa CEV 2020-21.
Per il campionato 2021-22 si accasa all'Eczacıbaşı, militante nella massima divisione turca, dove in due annate conquista una Coppa CEV. Nella stagione 2023-24 torna invece in forza alla Pro Victoria.

### Nazionale
Fa parte della nazionale under 18 belga, con cui si aggiudica la medaglia d'oro al campionato europeo 2009 e quella di bronzo al campionato mondiale 2009, e di quella under 19 e under 20
Dal 2011 entra a far parte della nazionale maggiore, con la quale vince la medaglia di bronzo al campionato europeo 2013.

## Palmarès

### Club
- Campionato belga: 3

2009-10, 2010-11, 2011-12
- Coppa del Belgio: 3

2009-10, 2010-11, 2011-12
- Supercoppa belga: 1

2010
- Coppa CEV: 2

2020-21, 2021-22

### Nazionale (competizioni minori)
- Campionato europeo under 18 2009
- Campionato mondiale under 18 2009